# Префікс судна
Префікс судна — поєднання літер, як правило, абревіатури, які використовуються перед ім'ям цивільного або військового судна.

## Використання
Історично префікси для цивільних суден часто визначали режим та принцип їх роботи, наприклад, SS (пароплав), MV (моторне судно) або PS (колісний пароплав). Крім того, вони можуть відображати призначення судна, наприклад RMS (Royal Mail Ship) або RV (дослідне судно).
Нині цивільні префікси використовуються непослідовно, а часто й взагалі не використовуються. З погляду скорочень, які можуть відображати призначення або функцію судна, технологія запровадила широкий спектр різних назв суден, як-от LPGC (носій зрідженого нафтового газу), TB (буксир), DB (дерик-баржа). Однак у багатьох випадках ці абревіатури використовуються для чисто формальної, юридичної ідентифікації і не використовуються розмовно або в щоденному робочому середовищі.
У військових суднах префікси насамперед відображають право власності, але можуть також вказувати тип або призначення суден. Найвідомішою є ідентифікація суден Королівського флоту Великої Британії, який зазвичай використовував префікс HMS. Королівський флот також прийняв номенклатуру, яка відображала тип або призначення судна, наприклад HM Sloop. Військово-морські флоти Співдружності прийняли варіацію, наприклад, HMAS, HMCS та HMNZS, що належать до Австралії, Канади та Нової Зеландії відповідно.
Найбільший у світі флот сьогодні належить США. Аналогічно раніше скорочення часто позначали тип судна, наприклад, USF (фрегат США) для фрегатів в ВМС США, але за президентства Теодора Рузвельта систему ідентифікації суден було спрощено до єдиного префіксу USS. У ВМС США цей префікс офіційно застосовується лише тоді, коли судно перебуває в активній експлуатації на службі ВМС.
Сьогодні звичайною практикою є використання єдиного префікса для всіх військових кораблів національного флоту, а також інших префіксів для допоміжних і суднових служб, як-от берегова охорона. Наприклад, сучасний флот Японії використовує префікс JS — японський корабель.
У цій таблиці наведені як поточні, так і історичні префікси, які, як відомо, використовувалися.

## Загальні префікси торгового флоту

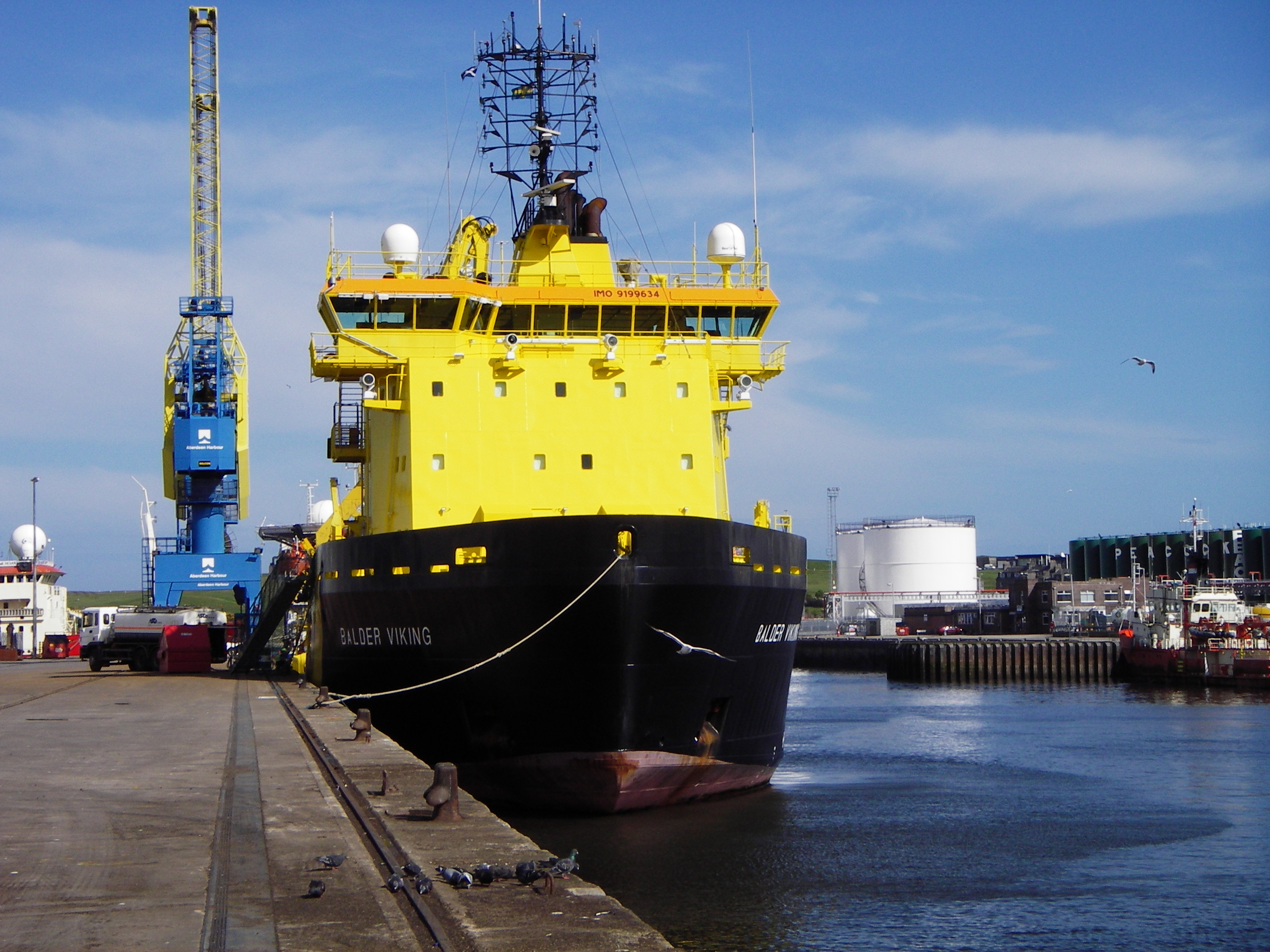
AHTS Balder Viking

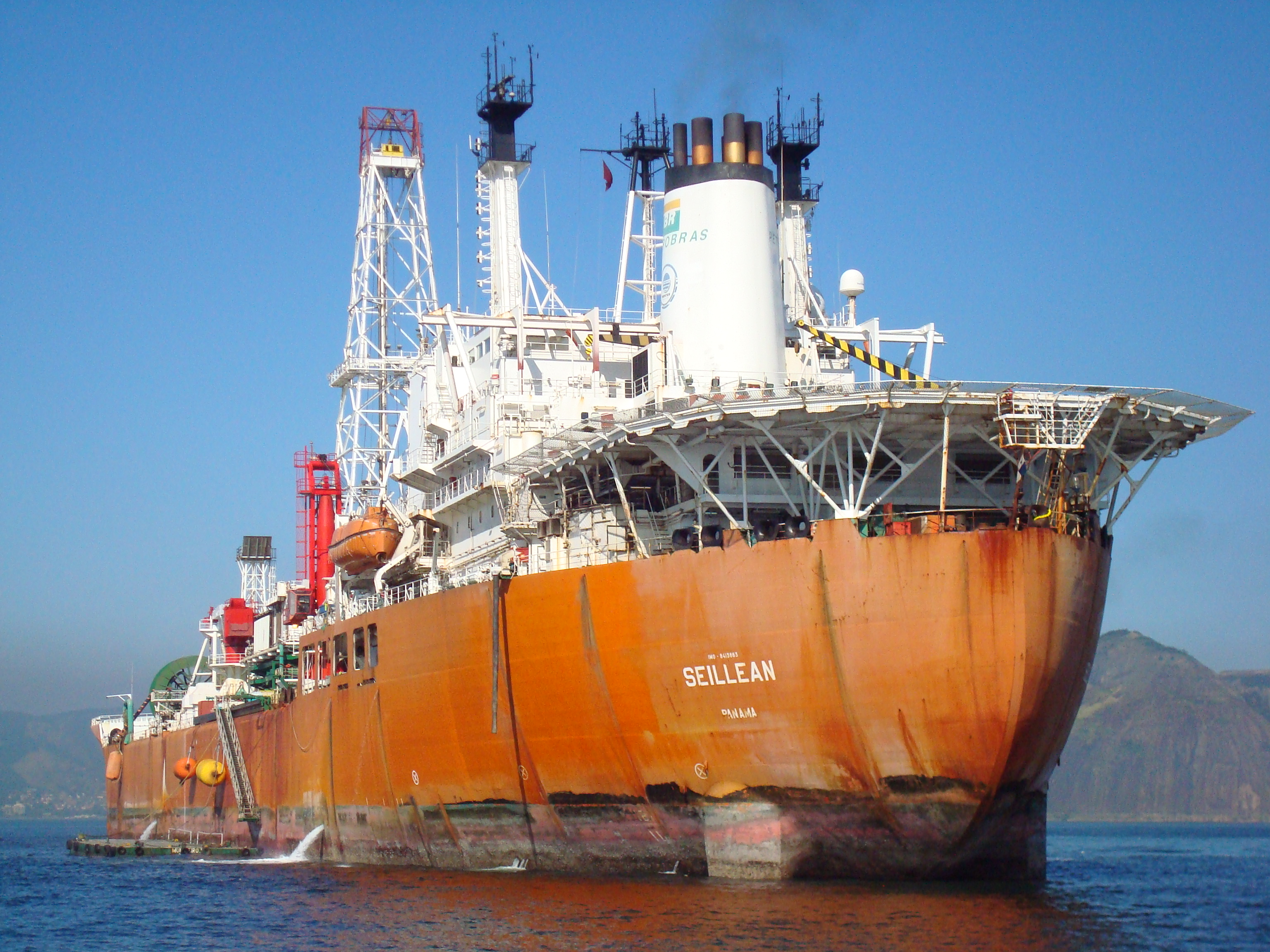
FPSO Noble Seillean

Префікси, якими послуговуються торгові флоти різних країн світу:
| Префікс  | Значення                                            |
| -------- | --------------------------------------------------- |
| AE       | Транспорт боєприпасів                               |
| AFS      | Судно бойового забезпечення                         |
| AHT      | Кілектор                                            |
| AHTS     | Кілектор                                            |
| AO       | Танкер ВМС США                                      |
| AOG      | T1 tanker                                           |
| AOR      | Танкер-заправник                                    |
| AOT      | Танкер                                              |
| ATB      | Шарнірна баржа                                      |
| CRV      | Прибережне дослідницьке судно                       |
| C/F      | Ролкер                                              |
| CS       | Контейнеровоз та Кабельне судно                     |
| DB       | Плавучий кран                                       |
| DEPV     | Дизель-електричне судно                             |
| DLB      | Кран-баржа                                          |
| DCV      | Землесосний снаряд                                  |
| DSV      | Водолазне судно                                     |
| DV       | Мертве судно                                        |
| ERRV     | Аварійно-рятувальне судно                           |
| FPSO     | Плавуча нафтодобувна платформа vessel               |
| FPV      | Free Piston Vessel                                  |
| FPV      | Рибоохоронне судно                                  |
| FT       | Китобійне судно                                     |
| FV       | Риболовецьке судно                                  |
| GTS      | Газотурбінне судоно                                 |
| HLV      | Докове судно                                        |
| HMT      | Військовий транспорт (не використовується)          |
| HMHS     | Шпитальне судно ВМС Великої Британії                |
| HSC      | Швидкісне судно                                     |
| HSF      | Швидкісний пором                                    |
| HTV      | Важке транспортне судно                             |
| IRV      | Міжнародне діслідницьке судно                       |
| ITB      | Буксирна баржа                                      |
| LB       | Підйомник                                           |
| LNG/C    | Газовоз                                             |
| LPG/C    | Газовоз нафтового газу                              |
| MF       | Пором                                               |
| MFV      | Теплохід                                            |
| MS (M/S) | Теплохід                                            |
| MSV      | Допоміжне нафтове судно                             |
| MSY      | Моторна яхта                                        |
| MT       | Нафтовий танкер                                     |
| MTS      | Буксир                                              |
| MV (M/V) | Теплохід (interchangeable with MS)                  |
| MY (M/Y) | Моторна яхта                                        |
| NB       | Канальне судно                                      |
| NRV      | Дослідницько-експериментальний морський центр НАТО  |
| NS       | Атомохід                                            |
| OSV      | Судно постачання                                    |
| PS       | Пароплав                                            |
| PSV      | Судно постачання                                    |
| QSMV     | Quadruple screw motor vessel                        |
| QTEV     | Судно з чотиригвинтовою тягою                       |
| RMS      | Судно Британської Королівської пошти                |
| RNLB     | Рятувальне судно Королівського Британського флоту   |
| RRS      | Дослідницьке судно Королівського Британського флоту |
| RV / RSV | Науково-дослідне судно                              |
| SB       | Вітрильна баржа                                     |
| SS (S/S) | Пароплав                                            |
| SSCV     | Плавучий кран                                       |
| SSS      | Морське скаутське судно                             |
| SSV      | Судно вітрильного спорту                            |
| ST       | Паровий буксир та паровий траулер                   |
| STS      | Навчальний корабель                                 |
| STV      | Навчальний корабель                                 |
| SV (S/V) | Вітрильна яхта                                      |
| SY       | Вітрильна яхта та Парова яхта                       |
| TB       | Буксир                                              |
| TEV      | Турбо-електричне судно                              |
| TIV      | Самопідйомне судно                                  |
| TrSS     | Судно із тригвинтовою тягою                         |
| TS       | Навчальний пароплав                                 |
| Tr.SMV   | Судно із тригвинтовою тягою                         |
| TSMV     | Судно із двогвинтовою тягою                         |
| TSS      | Пароплав                                            |
| TST      | Паровий буксир                                      |
| TV       | Навчальний корабель                                 |
| YD       | Плавучий кран                                       |
| YW       | Самохідна баржа                                     |
| YOS      | Баржа                                               |